# Гирш, Клара де
Баронесса Клара Гирш (урождённая Бишоффсхейм Bischoffsheim ; фр. Clara de Hirsch; 1833—1899) — бельгийская бизнес-леди и благотворительница, жена известного филантропа барона Морица де Гирша.

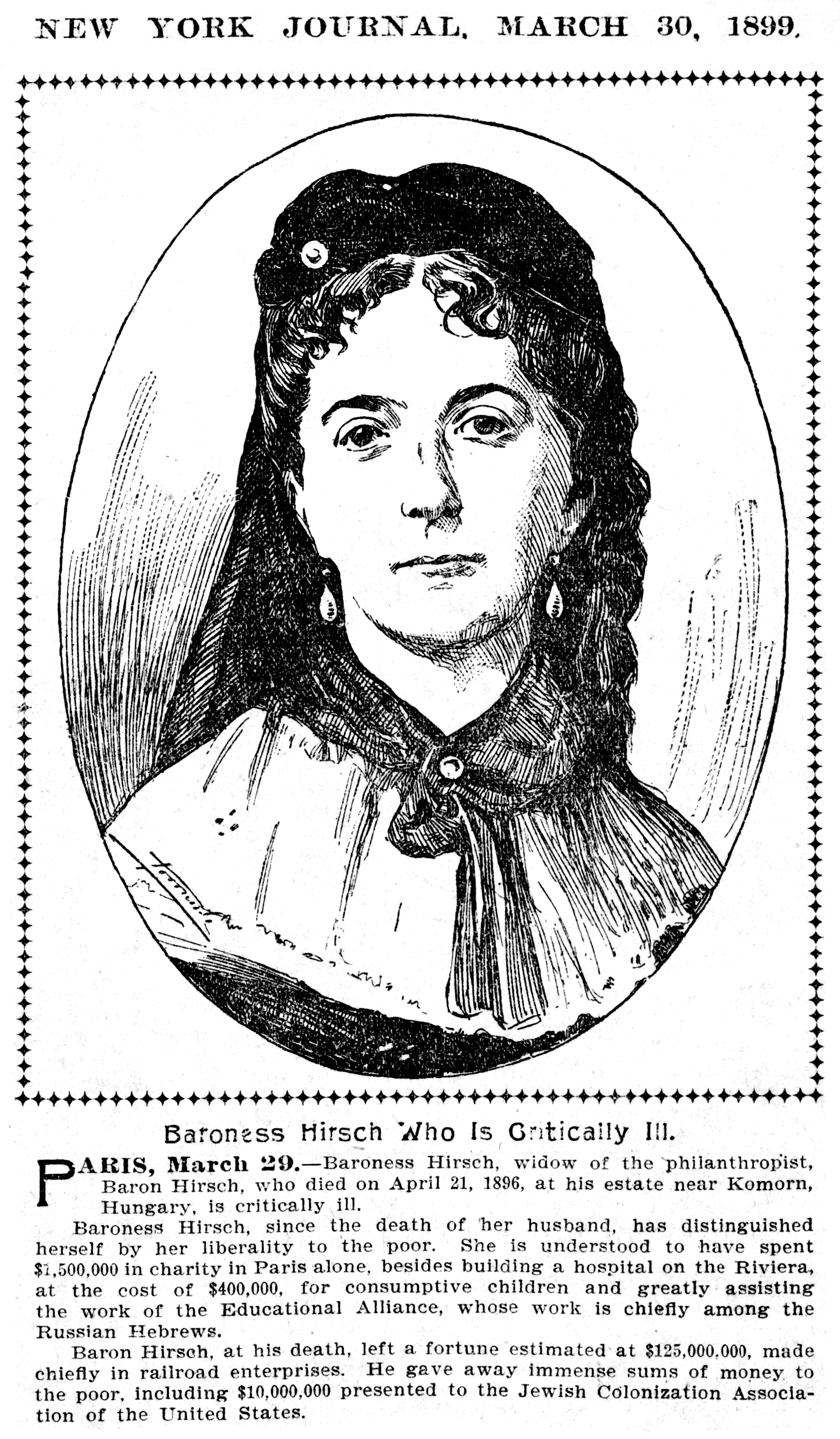

## Биография
Клара Бишоффсхейм родилась 13 июня 1833 года в городе Антверпене в семье крупного еврейского финансиста и сенатора Рафаэля-Ионатана Бишофсгейма. Получила гуманитарное образование, могла свободно говорить и писать на французском, немецком, английском и итальянском языках. После окончания школы, она выступала в качестве секретаря своего отца, и, таким образом, стала сведущей не только в финансовых делах отца, но и познакомилась с его работой в качестве законодателя и благотворителя.
В 1855 году она вышла замуж за барона Мориса де Гирша. Когда началась филантропическая деятельность барона де Гирша, Клара приняла в ней видное участие, будучи ближайшим его сотрудником и секретарем. Эта деятельность приняла постоянный и широкий характер после смерти их единственного сынa в 1887 году. 

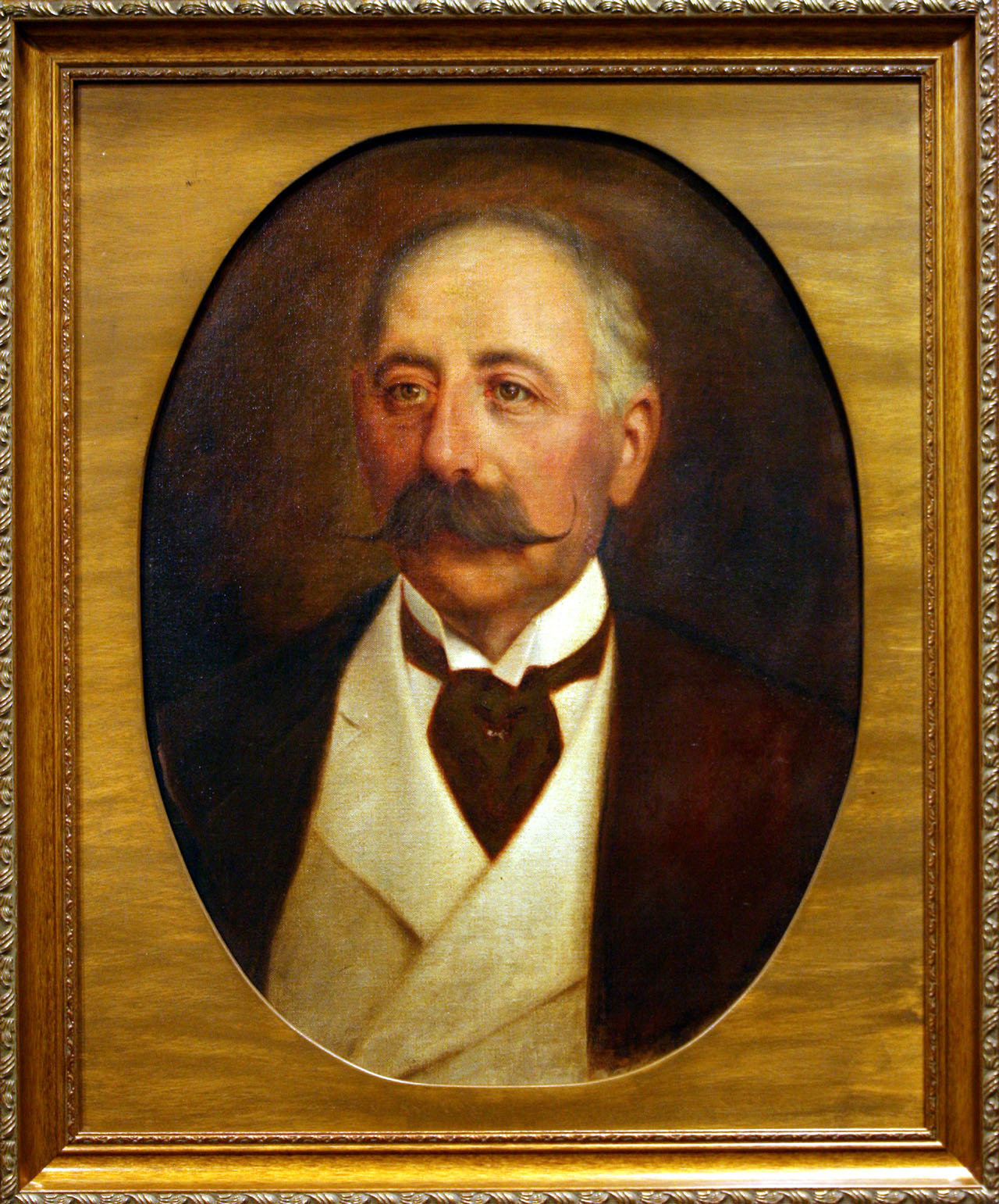
Морис де Гирш

После смерти мужа (в 1896 году) Клара де Гирш, получившая все его огромное многомиллионное состояние, всецело стала заниматься благотворительной деятельностью, оказывая помощь как евреям, так и христианам. Ее филантропия носила характер разбросанности и была направлена на самые разнообразные цели.
Из доставшегося ей наследства она выделила часть и отдала её Еврейскому колонизационному обществу, из остальной части она делала различного рода пожертвования. Наиболее крупными были в период ее самостоятельной деятельности дар Пастеровскому институту в Париже — 2000000 франков, Женскому благотворительному обществу в Париже — столько же, на устройство ссудной кассы для бедных в Нью-Йорке — 1 миллион гульденов, а также значительную сумму на устройство дома для выздоравливающих в Лондоне.
На учрежденный ещё мужем «школьный фонд» в Галиции она пожертвовала полтора миллиона франков с условием, чтобы доходы с этого капитала шли на продовольствие учеников, обучающихся в школах фонда, и на устройство в Галиции профессиональных женских училищ; ею пожертвовано также 300.000 франков в пенсионную кассу преподавателей школ фонда.

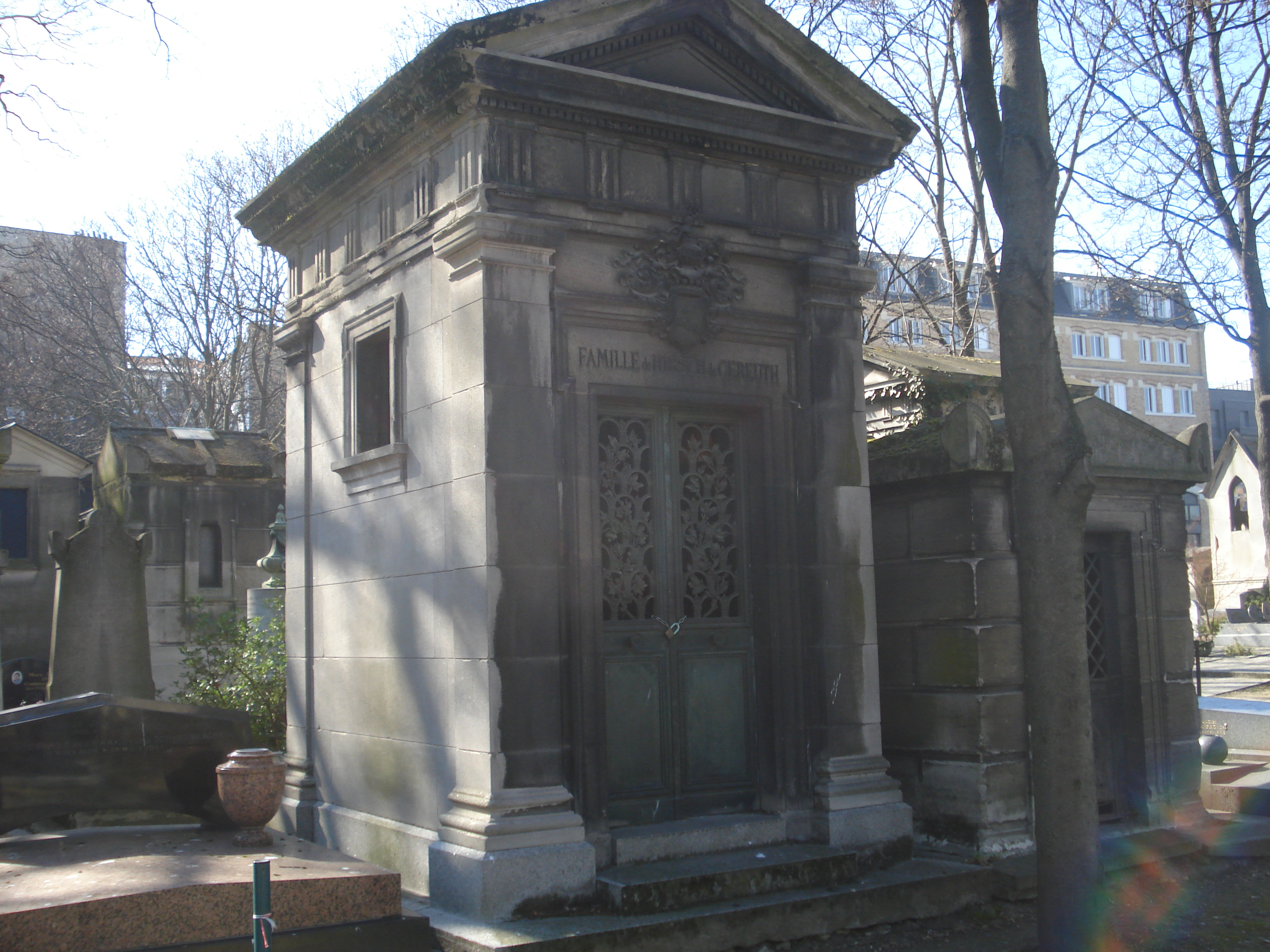
Могила.

Весьма велико число мелких пожертвований, розданных баронессой де Гирш разным учреждениям, а также нуждающемуся населению и многим частным лицам, просьбы которых ο помощи поступали с разных сторон в ее специальные комитеты. Еврейским учреждениям в России его была оказана помощь в пределах 10.000—20.000 pублей: одесскому сиротскому дому, одесской летней детской колонии, виленской богадельне, виленскому приюту для еврейских девочек, ковенскому сиротскому дому; баронесса пожертвовала также на устройство дешевых квартир в Вильне для бедных без различия вероисповеданий, нуждающимся евреям виноградарям на юге, погорельцам городов черты оседлости и т.д. Всего ей израсходовано было за период ее самостоятельной филантропической деятельности свыше 60 миллионов франков (гигантская по тем временам сумма).
Клара де Гирш умерла 1 апреля 1899 года в городе Париже.

## Завещание

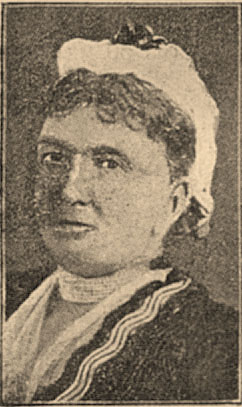
Клара де Гирш

Особенно велика была сумма пожертвований, оставленных ею для различных филантропических целей после ее смерти, по завещанию: Еврейскому колонизационному обществу — капитал в 10 млн. франков, доход с которого должен быть употреблён на содержание школ и благотворительных учреждений парижского Allianse; Гиршевскому фонду в Нью-Йорке (США) — 6 000 000 франков; комитету еврейской благотворительности в городе Париже — 5 миллионов франков; «École normale» парижского Alliance’а — 4 000 000.
По 3 миллиона франков было завещано ряду учреждений: пенсионному фонду учителей при École normale, к которой переходят принадлежащие баронессе де Гирш акции Еврейского колонизационного общества после смерти ее приёмного сына, при жизни владеющего этими акциями; дому для еврейских работниц в Лондоне, лондонскому «Jewish board οf guardians» — для его ссудного фонда; Гиршевскому школьному фонду в Галиции.
Кроме того, ею пожертвовано по завещанию Обществу помощи бедным детям Австро-Венгрии, основанному баронессой в юбилей австрийского императора, в дополнение к основному фонду — 2 000 000; Благотворительному обществу имени баронессы де Гирш в память императорского юбилея — почти столько же; Société Philantropique в Париже — 1 млн. фр.; Институту барона де Гирша в Монреале (Канада), магистрату Вены на благотворительные цели, а также еврейским общинам Парижа, Брюнна, Вены, Будапешта, Брюсселя, Мюнхена и Фонду Бишофсгейма в Париже — по 100—200 тысяч франков; меньшая сумма дана еврейским общинам Франкфурта-на-Майне и Майнца; наконец, 500 тысяч франков — на двадцать благотворительных бюро в Париже.